# Escolopendromorfs
Els escolopendromorfs (Scolopendromorpha, gr. "amb forma d'escolopendra") són un ordre de miriàpodes quilòpodes que inclou les escolopendres i nombroses espècies de centcames o centpeus.

## Característiques
Són similars als litobiomorfs, també coneguts com a centcames, dels quals es diferencien per posseir de 21 a 23 parells de potes (15 en els litobiomorfs). Com la resta de quilòpodes, el primer segment del tronc té un parell d'ullals verinosos, anomenats forcípules, que són el primer parell de potes modificat en grans ungles associades a una glàndula verinosa, que usen tant per a defensar-se com per a capturar i paralitzar les preses. Hi actuen com a peces bucals addicionals.

## Biologia i ecologia
Els escolopendromorfs, com la resta de quilòpodes, són depredadors que cacen petits animals, en general altres artròpodes. Les preses són capturades pel darrer parell de potes, proveït de fortes espines i ungles; tot seguit, girant el cos, li claven les forcípules, que injecten verí que les paralitza o les mata; el verí conté histamina, acetilcolina, proteïnes (que actuen com a toxines) i diversos enzims. Als Països Catalans, l'espècie més grossa i perillosa és l'escolopendra (Scolopendra cingulata), però, malgrat que la seva mossegada és molt dolorosa, sovint s'han exagerat els efectes de la seva picada i en cap cas és mortal.

## Taxonomia
Els escolopendromorfs es subdivideixen en cinc famílies:
Ordre Scolopendromorpha Pocock, 1895
- Família Cryptopidae Kohlrausch, 1881
- Família Mimopidae Lewis
- Família Plutoniumidae Bollman, 1893
- Família Scolopendridae Leach, 1814
- Família Scolopocryptopidae Pocock, 1896